# شهریار طاهرپور

شهریار طاهرپور (زادهٔ ۱۳۳۷ در تویسرکان) نمایندهٔ حوزهٔ انتخابیهٔ تویسرکان در دورهٔ هشتم مجلس شورای اسلامی بود.